# Ageia
Ageia (AGEIA, Ageia Technologies) — приватна компанія з розробки програмного і апаратного забезпечення, заснована в 2002 році. Ageia не мала власних виробничих потужностей. Ageia розробила і випустила в масове виробництво чип PhysX - Фізичний процесор (англ. PPU - англ. Physics Processing Unit), призначений для обробки фізичних розрахунків з набагато більшою швидкістю, ніж звичайний центральний процесор. Ageia також розробила PhysX (раніше відомий як NovodeX) - програмний фізичний рушій, що використовує потужності чипа PhysX. Однак фізичний рушій PhysX SDK може працювати і без використання PPU; в такому випадку розрахунок фізики лягає на CPU, що є більш повільним варіантом, або GPU.
Компанія Ageia була відзначена як перша компанія, яка розробила апаратний чип, призначений для зняття навантаження обрахунку фізики в комп'ютерних іграх з процесора. Незабаром після створення і впровадження у виробництво процесора PhysX NVIDIA і ATI анонсували свої власні аналогічні розробки.